# Espacio Gibrán Khalil Gibrán
Espacio  Gibrán Khalil Gibrán es un espacio de esparcimiento público en honor al reconocido ensayista, novelista, poeta, pintor y filósofo libanés. Ubicado en la décima Transversal de Altamira con Av. San Juan Bosco en el Municipio Chacao del Área Metropolitana de Caracas en Venezuela, inaugurado el 2 de febrero de 2013 por el Alcalde Emilio Graterón.
El espacio Gibrán Khalil Gibrán es el resultado de la alianza estratégica suscrita entre la Alcaldía de Chacao y la Unión Cultural Líbano Venezolana, el espacio cuenta con un área total de 1227,81m² compuesto por: 243,47m² de Áreas Verdes, 295,78m² de Áreas Verdes en acera y 688,56m² de Área de Pavimento. 

## Historia
El Espacio Gibrán Khalil Gibrán, surge con el objeto de rescatar para los vecinos, un área de propiedad municipal en desuso que había quedado desconectada del resto de la urbanización. El 20 de noviembre de 2010 el presidente de la Unión Cultural Líbano Venezolana; Michel Assaf y el Alcalde de Chacao; Emilio Graterón colocaron la primera piedra. La construcción del espacio estuvo a cargo de la Unión Cultural Líbano Venezolana y gracias al aporte financiero de toda la Comunidad Libanesa en Venezuela pudo finalizarse e inaugurarse el espacio el 2 de febrero de 2013.

## Servicios
- Sistema de Iluminación.
- Mobiliario, bancos y cestas de basura.
- Acceso con rampas para personas discapacitadas.
- Caminería.
- Sistema de riego.
- Sanitarios públicos.
- Paisajismo.
- Terrazas de contemplación para la lectura.
- Plaza Gibrán Khalil Gibrán.
- Biblioteca Gibrán Khalil Gibrán.
- Cafetería.
- Muro de agua.
- Obras de Arte.

## Paisajismo
El espacio cuenta con múltiples jardines y contienen diversas especies de plantas tales como:
- Úcaro.
- Cortina.
- Sagú Enano.
- Barba de León.
- Bambusoideae.
- Uña de Danta.
- Papel de Música.
- Tabacón.
- Ave del Paraíso.
- Palma Licuala.
- Paraíso Blanco.
- Paraíso Rojo.
- Bastón del Emperador.
- Maní Forrajero.
- Grama Japonesa.
- Riqui-Riqui Enana.
- Palma Rafia.
- Paraíso Amarillo.
- Medinilla.